# La Bastida de Seron
La Bastida de Seron (francès La Bastide-de-Sérou) és un municipi francès del departament de l'Arieja i la regió d'Occitània.